# Зотов, Василий Петрович
Васи́лий Петро́вич Зо́тов (5 (17) марта 1899 года, дер. Мамоново, Калужская губерния — 1 февраля 1977 года, Москва) — советский государственный деятель, нарком и министр пищевой промышленности в 1939—1949 и 1965—1970 годах.
Герой Социалистического Труда (1969).

## Биография
С 1910 года работал учеником кондитера в булочной Чуева (до 1913 года), затем дощечником, подручным хлебореза и хлеборезом в московских булочных Филиппова, впоследствии — на предприятиях Московского продкомитета (1917), Москоммуны (1918). В 1917—1919 — член правления Московского союза пищевиков. В 1919 вступил в Красную армию, санитар тифозного госпиталя.
В 1922—1924 годы — заместитель директора пекарни № 2 Моссельпрома, 1924—1928 — директор пекарни № 4. В 1925 году вступил в ВКП(б). В 1928—1933 годы — заведующий производственным отделом Отдела хлебопечения Московского союза потребительских обществ, стал в этот период одним из основных организаторов массового строительства московских хлебозаводов.
С 1933 года — директор Московского городского треста хлебопечения Моспотребсоюза, 1-го Мосгортреста хлебопекарной промышленности. В 1936 году командирован в США и Францию для изучения технологии хлебопечения. С сентября 1937 — начальник Главного управления хлебопекарной промышленности Наркомпищепрома.
С мая 1938 — заместитель наркома, с 19 января 1939 года — нарком (с марта 1946 — министр) пищевой промышленности СССР. В годы войны Зотову пришлось решать задачу по эвакуации части предприятий пищепрома, снабжению армии и блокадного Ленинграда, созданию витаминной отрасли. В 1942—1943 годы был заместителем члена ГКО Анастаса Микояна по продовольственным вопросам.
16 марта 1949 года в связи с 50-летием награждён орденом Ленина. 5 августа 1949 года снят с поста министра «как не выполнивший возложенных на него обязанностей», причиной стала обнаруженная недостача спирта на заводах Ульяновской области. Министр госконтроля Мехлис в докладной записке требовал за допущенные нарушения судить Зотова, но Микоян убедил Сталина ограничиться «судом чести» и отстранением от должности.
В январе 1950—1953 — директор кондитерской фабрики «Красный Октябрь». С марта 1953 года — заместитель министра внутренней и внешней торговли СССР (пост занимал А. Микоян). С августа 1953 по май 1957 года — министр промышленности продовольственных товаров СССР,. Заместитель председателя Госплана СССР в ранге министра (май 1957—1962), министр СССР (декабрь 1962 года — январь 1963 года), начальник Управления пищевой промышленности Совнархоза СССР в ранге министра (январь 1963 года — сентябрь 1964 года), заместитель председателя Совнархоза, министр СССР (сентябрь 1964 года — октябрь 1965 года).
В 1965—1970 годы — министр пищевой промышленности СССР.
С января 1970 года — персональный пенсионер союзного значения.
В 1939—1952 и 1956—1971 годах — кандидат в члены ЦК ВКП(б), ЦК КПСС. Депутат Верховного Совета СССР 2-го (1946-50) и 4-7-го (1954—1970) созывов.
Похоронен в Москве на Новодевичьем кладбище (участок № 7, ряд 12, место 18).

## Память
В 1978 году имя Зотова присвоено московскому хлебозаводу № 5.
4 ноября 1999 года в России учреждена стипендия имени Зотова для студентов высших учебных заведений Минсельхозпрода России, обучающихся по технологическим специальностям, связанным с производством пищевой продукции.

## Награды
- Герой Социалистического Труда (14.03.1969)
- пять орденов Ленина (16.11.1942; 16.03.1949; 16.03.1959; 21.07.1966; 14.03.1969)
- орден Трудового Красного Знамени (01.08.1936)
- орден Красной Звезды (02.03.1944)
- медали